# حارية
الحَارِيَة (الاسم العلمي: Echis) هي جنس من الثعابين تتبع الفصيلة الأفعويات من رتبة حرشفيات. مواطنها الشرق الأوسط وآسيا (مهدها الصحاري الرملية). نظرًا لمراجعة التصنيف والاكتشافات الحديثة، قد يضم الجنس حاليًا ثلاثة أنواع. تراوح أطوالها من 40 إلى 70 سم (الجسم + الذيل)، وأقصى طول يمكن أن تصل إليه 108 سم. وعادة ما تكون الإناث أكبر من الذكور، ويمكن يتجاوز وزنها 500 غرام.

## أنواع الحارية
- حارية أفريقية
- حارية بيضاء البطن
- حارية جوغر
- حارية عمانية
- حارية فلسطينية
- حارية كبيرة الرأس
- حارية مصرية
- حارية هيوز